# Sympiesis hirticula
Sympiesis hirticula är en stekelart som beskrevs av Kamijo 1976. Sympiesis hirticula ingår i släktet Sympiesis och familjen finglanssteklar. Inga underarter finns listade i Catalogue of Life.